# Rhodocactus grandifolius
Rhodocactus grandifolius (лат.) — «листовой кактус», вид рода Родокактус (Rhodocactus) семейства Кактусовые (Cactaceae), эндемик Бразилии. Используется как лекарственное и декоративное растение. Прежнее название Pereskia grandifolia отведено в синонимы.

## Ботаническое описание
Rhodocactus grandifolius — кактус по классификации, однако вид имеет форму куста или небольшого дерева, 2-5 м в высоту. Ствол серовато-коричневый до 20 см в диаметре. Ареолы округлые, подушковидные, сероватые или буроватые, войлочные; на веточках — 3-7 мм в диаметре, на основном стволе — до 12 мм. Колючки варьируют от чёрного до коричневого цвета, их количество на каждой ареоле постепенно увеличивается с возрастом. Молодые веточки могут иметь ареолы без колючек, а на ареолах ствола может быть до 90 колючек длиной 2-6,5 см каждая. Листья варьируют от 9-23 см, цельнокрайние, от эллиптической до яйцевидной и обратнояйцевидно-ланцетной формы. Пышное соцветие развивается на концах стеблей, обычно с 10-15 цветками, но иногда с 30 и более. Цветки эффектные, розовидные, диаметром 3-5 см.

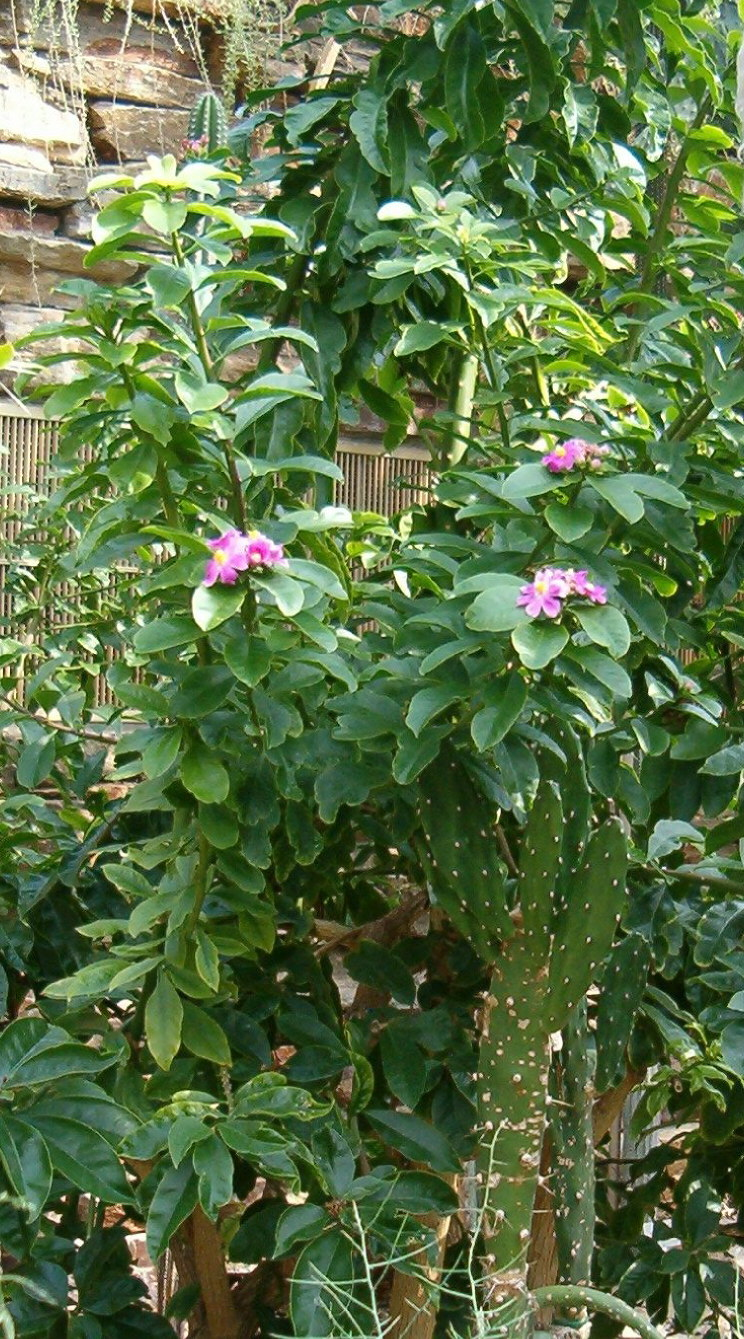
Общий вид
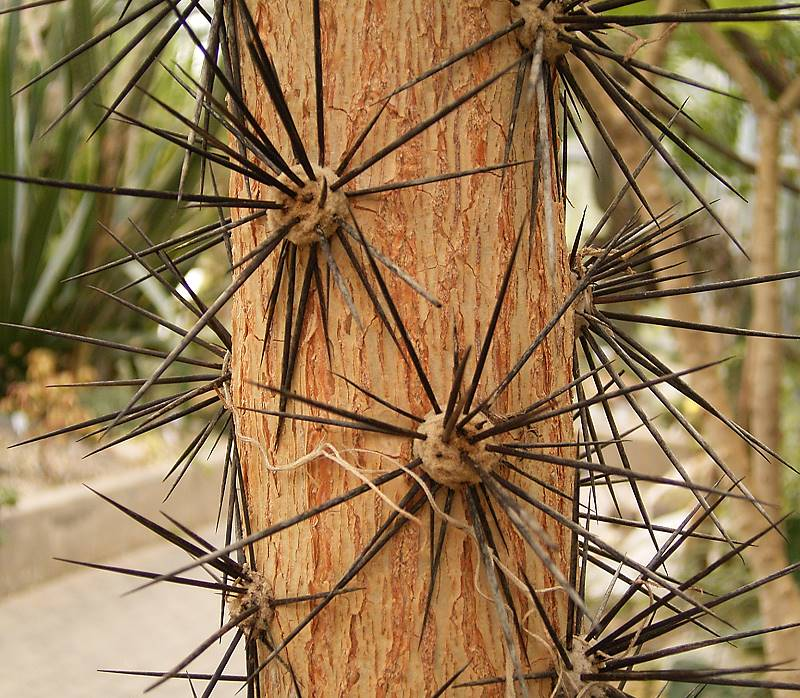
Ствол
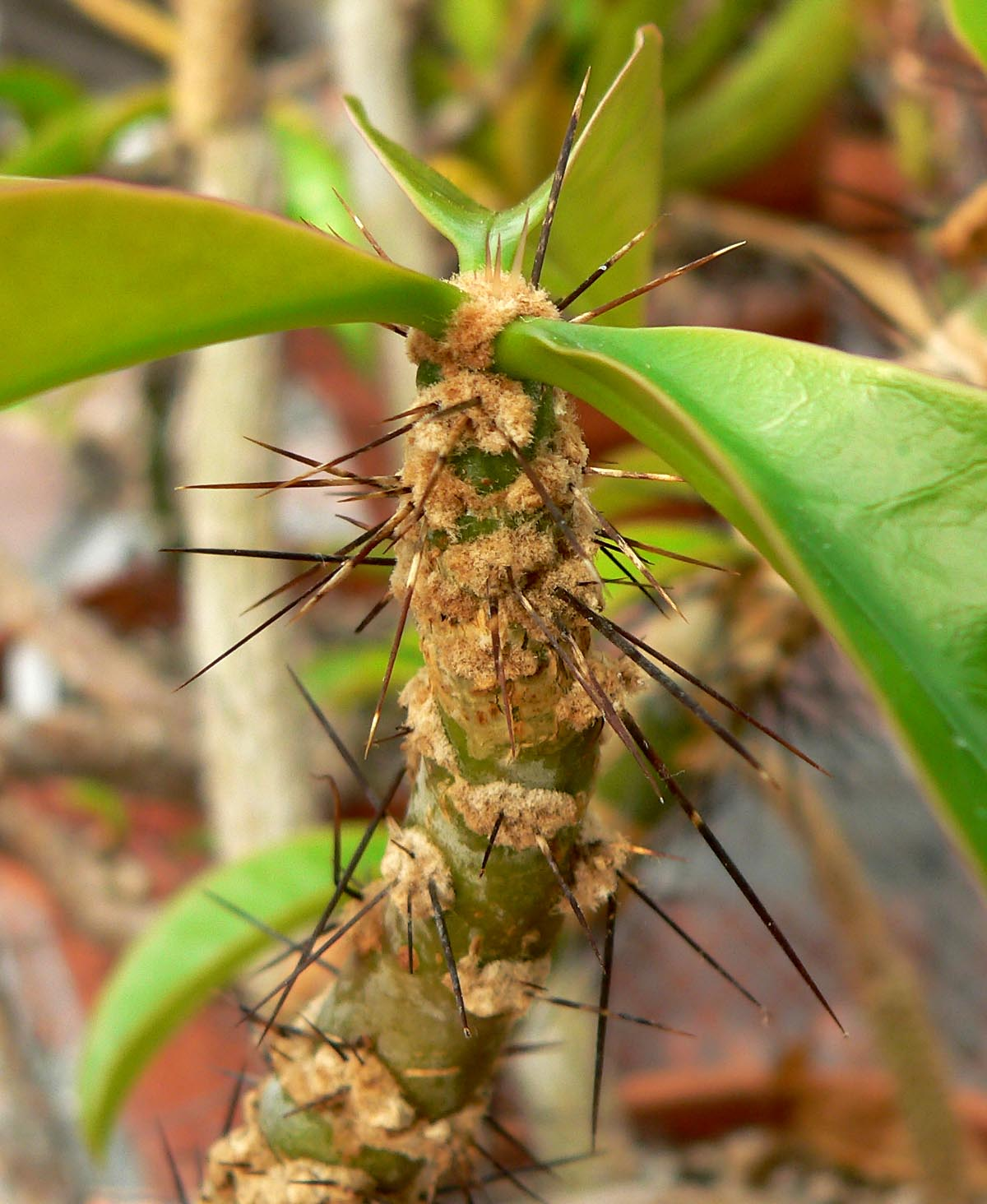
Листья
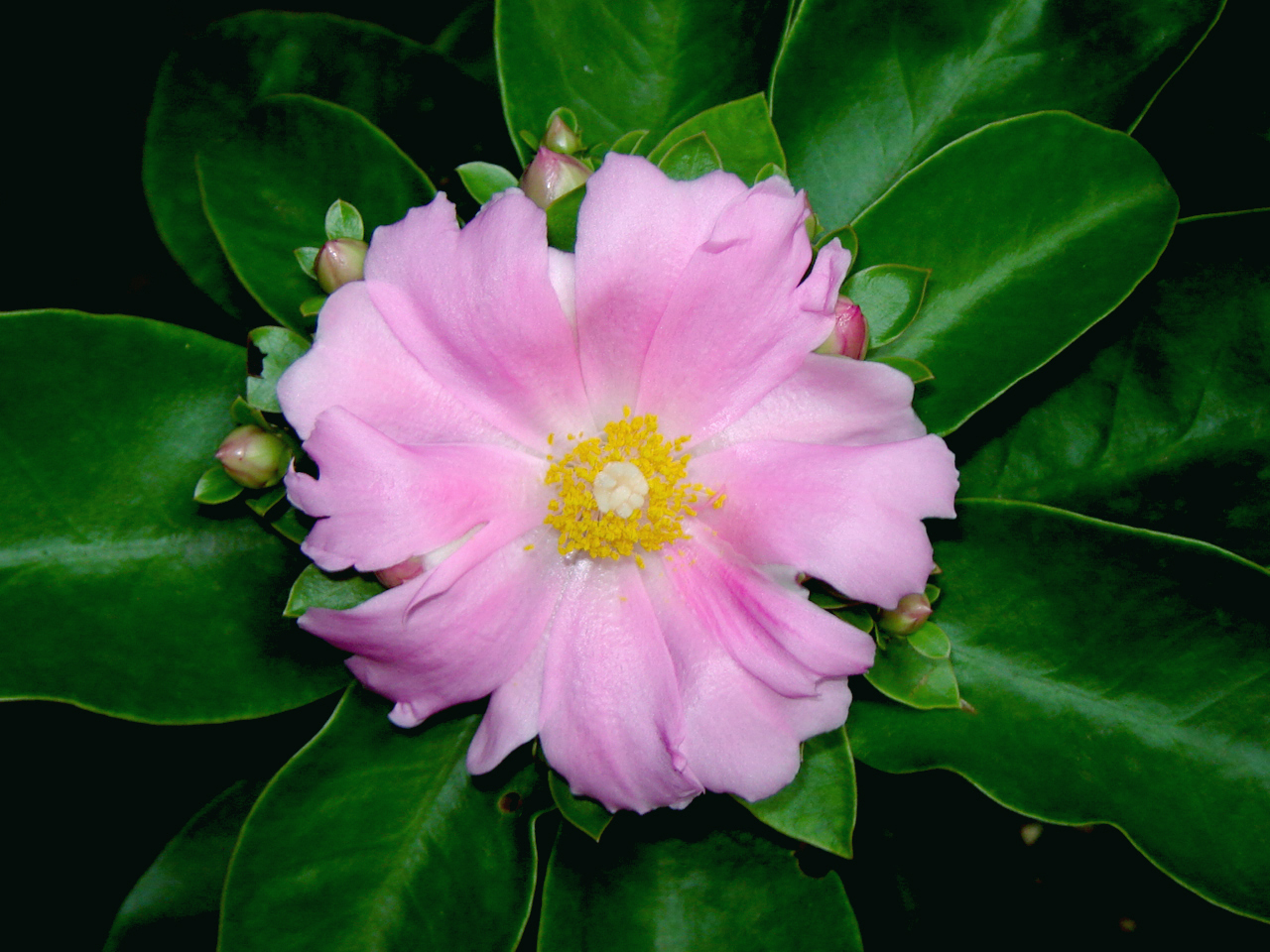
Цветок
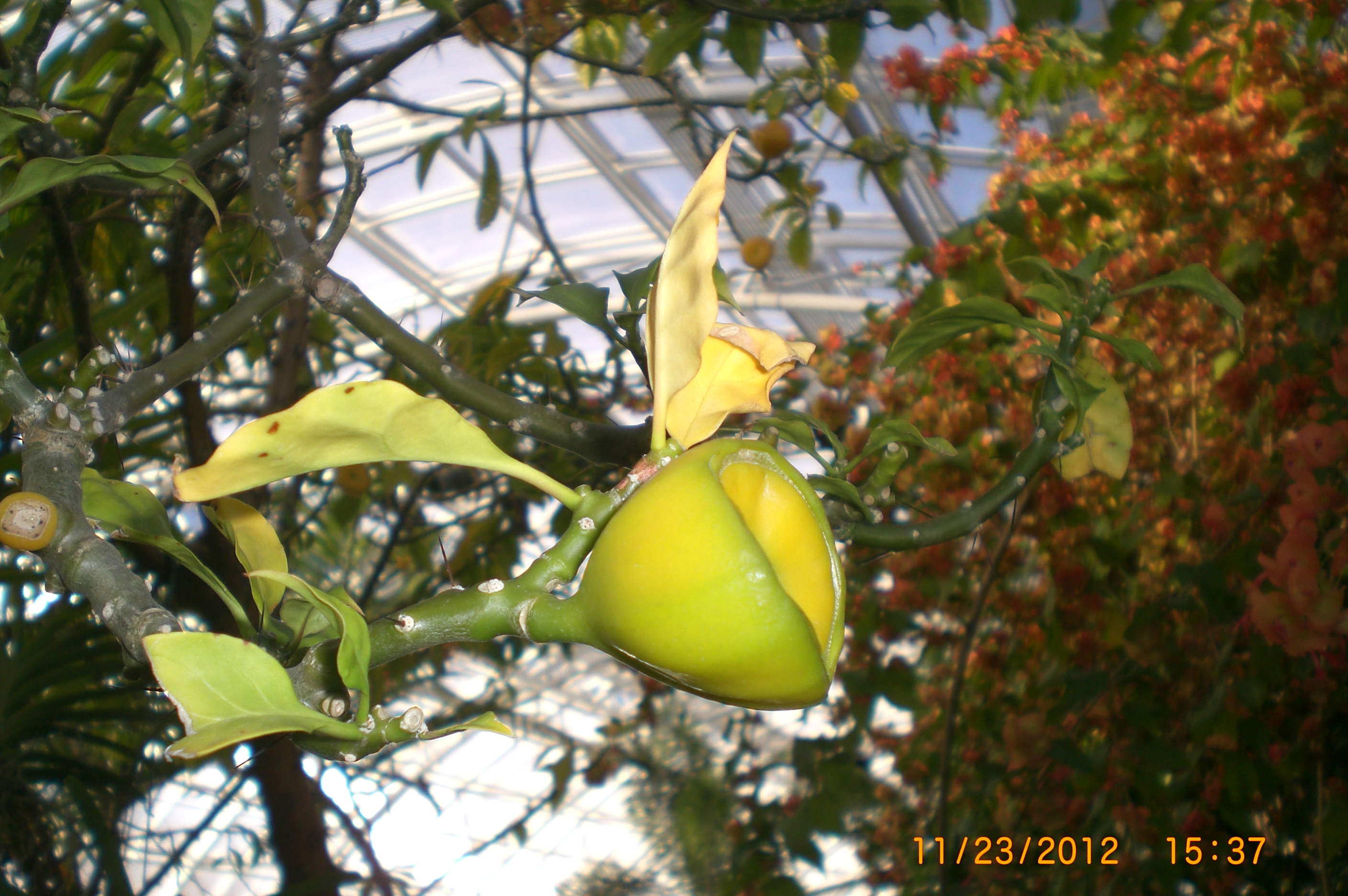
Плод

## Подвиды
Подтвержденные подвиды по данным сайта Plants of the World Online на 2023 год:
- Rhodocactus grandifolius subsp. grandifolius — отличается зелёными прицветниками и розовыми цветками. Родом из восточной Бразилии. Эта разновидность широко культивируется в тропической Америке.
- Rhodocactus grandifolius subsp. violaceus (Leuenb.) I.Asai & K.Miyata — имеет пурпурно-розовые или пурпурные прицветники и цветки. Разновидность была обнаружена незадолго до 1972 года, первоначально описывалась как Pereskia bahiensis, но отличается от Rhodocactus grandifolius subsp. grandifolius только окраской цветков. Очевидно, он является родным для Эспириту-Санту и Минас-Жерайс, но выращивается в соседних штатах.